# Stromboceros delicatulus
Stromboceros delicatulus är en stekelart som först beskrevs av Carl Fredrik Fallén 1808.  Stromboceros delicatulus ingår i släktet Stromboceros, och familjen bladsteklar. Arten är reproducerande i Sverige.